# 원화 (배우)
원화(元華, 1950년 9월 2일 ~ )는 홍콩의 영화배우이며 무술 감독이다.

## 약력
- 영국령 홍콩에서 출생하여 지난날 한때 중화인민공화국 톈진에서 잠시 유아기를 보낸 적이 있는 그는 1962년 홍콩 영화 《횡소강남칠패천(橫掃江南七霸天)》의 단역 출연을 통하여 영화배우 첫 데뷔한 그는 1966년 연극배우 데뷔하였고 1973년 홍콩 영화 《적왕(賊王)》으로 영화 무술감독 데뷔하였으며 이듬해 1974년 홍콩 영화 《사망도전(死亡挑戰)》으로 영화 무술 조감독 데뷔하였다.

## 출연작
- 신 정무문 2
- 신격대도
- 천녀유혼
- 쿵푸 허슬 - 돼지촌 주인
- 봉신방
- 천녀유혼: 인간정 - 연적하 역
- 샹치와 텐 링즈의 전설 - 광보 역
- 칠중주: 홍콩 이야기